# Estación de Stalingrad
Stalingrad, en español Stalingrado, es una estación del Metro de París situada entre los distritos X y XIX de la ciudad. Pertenece a las líneas 2, 5 y 7. 

## Historia
La estación fue inaugurada el 31 de enero de 1903, como parte de la línea 2 bajo el nombre de Rue d'Aubervilliers. El 5 de noviembre de 1910, otra estación independiente fue abierta dentro del tramo inicial de la línea 7 llamándose Boulevard de la Villette. En 1942, ambas paradas se combinaron para crear la estación de Aubervilliers - Boulevard de la Villette. A esta llegó el 12 de octubre de 1942 la línea 5. En 1946, un tramo del bulevar de la Villette cercano a la estación fue rebautizado como plaza de la Batalla de Stalingrado (place de la Bataille de Stalingrad) en honor a la importante victoria del Ejército Rojo de la Unión Soviética frente a la Alemania nazi durante la Segunda Guerra Mundial. El cambio afectó también a la estación que pasó a adoptar el nombre de Stalingrad.

## Descripción

### Estación de la línea 2
Se compone de dos andenes laterales de 75 metros y de dos vías. No es una estación subterránea ya que se encuentra en un largo tramo de viaductos que sortea las vías de las estaciones de tren de París Norte y París Este, así como las aguas del Canal Saint-Martin.
Sus paredes verticales apenas están revestidas de los clásicos azulejos blancos biselados del metro parisino ya que se ha optado por usar grandes vidrieras. Cada andén está protegido por una cubierta trasparente sostenida por varias vigas de acero.
La iluminación corre a cargo del modelo new néons exterieur, una versión renovada de la iluminación antes empleada en las estaciones exteriores.
La señalización por su parte usa la moderna tipografía Parisine donde el nombre de la estación aparece en letras blancas sobre un panel metálico de color azul. Por último, los asientos de la estación son blancos, individualizados y de tipo Motte.

### Estación de la línea 5
Se compone de dos andenes laterales de 75 metros, y de dos vías. A diferencia de la anterior es subterránea.
Está diseñada en bóveda elíptica revestida completamente de los clásicos azulejos blancos biselados del metro parisino.
La iluminación es de estilo Motte y se realiza con lámparas resguardadas en estructuras rectangulares de colores Marrón y Negro, que sobrevuelan la totalidad de los andenes no muy lejos de las vías.
La señalización por su parte usa la tipografía CMP donde el nombre de la estación aparece sobre un fondo de azulejos azules en letras blancas. Por último, los asientos de la estación son azules, individualizados y de tipo Motte.

### Estación de la línea 7

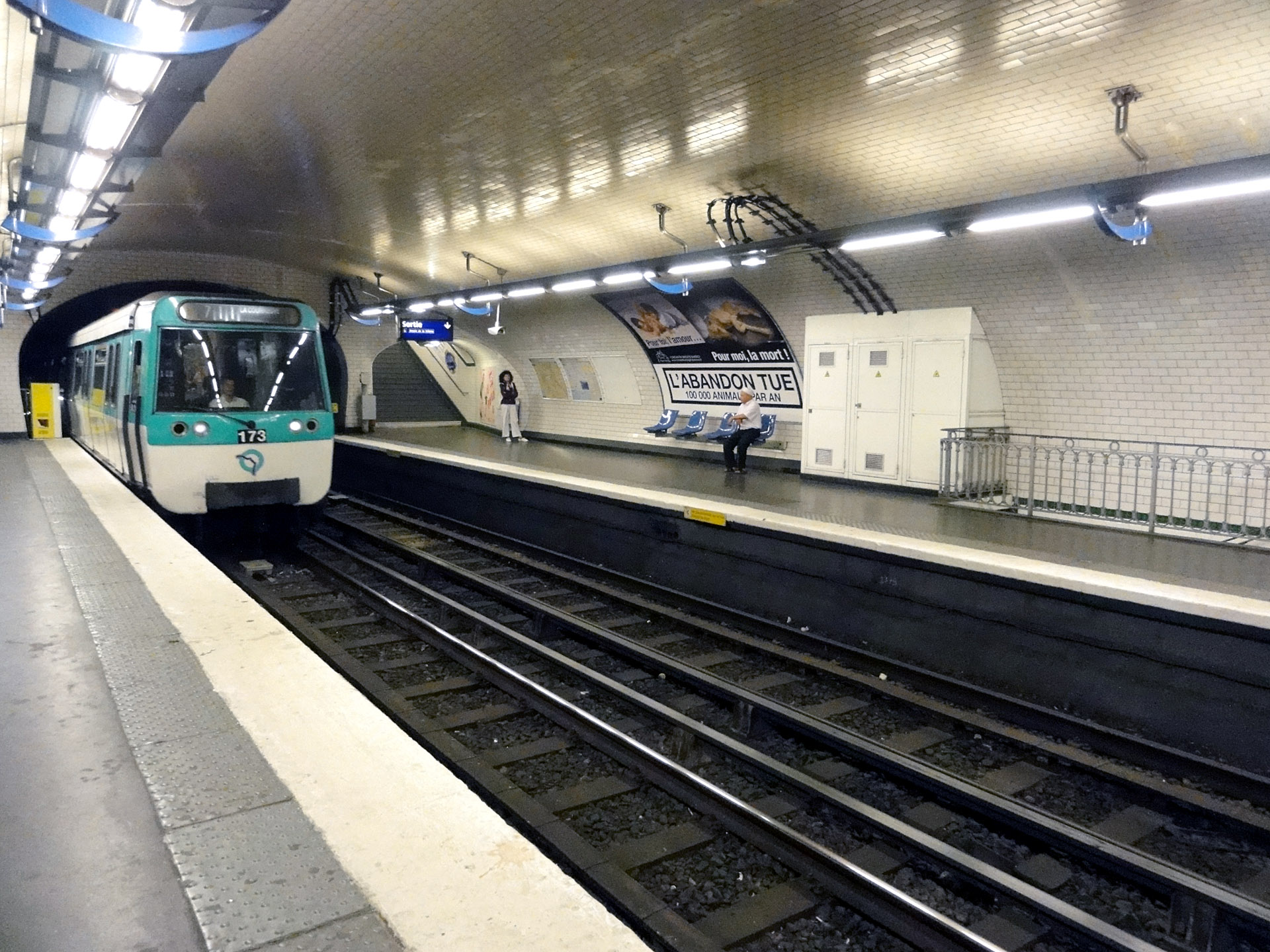
La estación de la línea 7 y su iluminación de estilo Ouï-dire.

Se compone de dos andenes laterales de 75 metros de longitud y de dos vías.
Está diseñada en bóveda elíptica revestida completamente de los clásicos azulejos blancos del metro parisino aunque en este caso planos, sin biselar. 
La iluminación es de estilo Ouï-dire realizándose a través de estructuras que recorren los andenes sujetados por elementos curvados que proyectan una luz difusa en varias direcciones. Inicialmente esta iluminación coloreaba las bóvedas pero esta característica se ha perdido. Stalingrad, fue en los año 80, la primera estación en verse afectada por este nuevo estilo.
La señalización por su parte usa la moderna tipografía Parisine donde el nombre de la estación aparece en letras blancas sobre un panel metálico de color azul. Por último, los asientos siguen también el estilo ouï-dire combinando asientos convencionales con bancos que por su altura permiten tanto apoyarse como sentarse.